# Jarmakowski
Jarmakowski (forma żeńska: Jarmakowska; liczba mnoga: Jarmakowscy) – polskie nazwisko. Na początku lat 90. XX wieku w Polsce nosiły je 271 osób.

## Znane osoby
- Andrzej Jarmakowski – historyk, działacz gdańskiej "Solidarności" okresu PRL, członek Ruchu Obrony Praw Człowieka i Obywatela i Ruchu Młodej Polski Aleksandra Halla